# Dan Quayle
James Danforth Quayle, mais conhecido como Dan Quayle; (Indianápolis, 4 de fevereiro de 1947) é um político estadunidense, tendo sido o 44.º Vice-presidente dos Estados Unidos, durante a presidência de George H. W. Bush (1989–1993). Também foi membro da Câmara dos Representantes e do Senado pelo estado de Indiana.
Quayle nasceu em Indianapolis, mas passou grande parte de sua infância no Arizona. Casou-se com Marilyn Tucker em 1972 e obteve seu Juris Doctor pela Indiana University Robert H. McKinney School of Law em 1974. Exerceu a profissão de advogado em Huntington, Indiana com sua esposa até ser eleito para o Congresso dos Estados Unidos em 1976, aos 29 anos. Em 1980, Quayle foi eleito para o Senado.
Em 1988, o então Vice-presidente George H. W. Bush candidatou-se à presidência pelo Partido Republicano e solicitou ao seu partido a escolha de Quayle como seu running mate. Embora essa escolha tenha sido vista com certo receio, a chapa Bush/Quayle venceu a eleição em 1988, derrotando os democratas Michael Dukakis e Lloyd Bentsen. Como Vice-presidente, Quayle visitou oficialmente 47 países e foi nomeado presidente do National Space Council. Tentou reeleição para Vice-presidente em 1992, porém a chapa Bush/Quayle foi derrotada pelo democrata Bill Clinton e o seu companheiro de chapa, Al Gore.
Em 1996, publicou seu livro de memórias Standing Firm, porém recusou-se a concorrer a cargos públicos nessa época devido a uma tromboflebite. Concorreu para a candidatura republicana a Presidente em 2000, porém desistiu e apoiou George W. Bush. Quayle e sua esposa atualmente vivem em Paradise Valley, Arizona.